# Maurice Wagemans
Pour les articles homonymes, voir Wagemans.
 (juillet 2013).
Maurice Wagemans, né à Bruxelles le 18 mai 1877 et mort à Bredene le 31 juillet 1927, est un peintre belge.

## Biographie

Huile sur toile "Stilleven" de Maurice Wagemans, 1920, musée royal des Beaux-Arts d'Anvers.

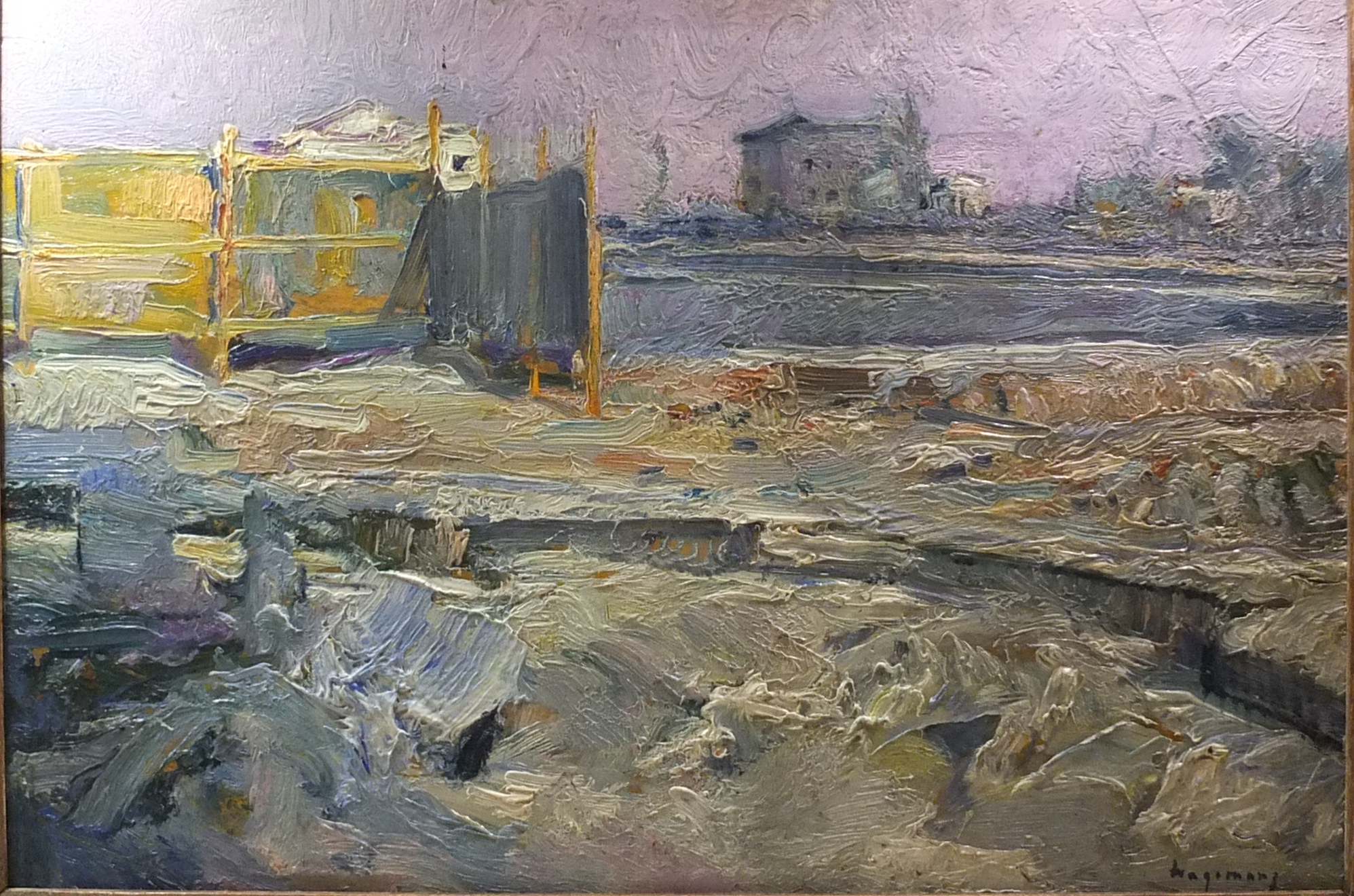
Loopgraaf, tweede linie, Nieuwpoort, ca. 1916-1918, musée royal de l'Armée.

Maurice Wagemans est incorporé en 1916 à la Section artistique de l'armée belge en campagne.